# Agneta Andersson
Agneta Andersson (Karlskoga, 25 aprile 1961 – Karlskoga, 8 ottobre 2023) è stata una canoista svedese.

## Biografia
Alle olimpiadi di Los Angeles 1984 vinse due ori, nel K1 500m e K2 500m, in coppia con Anna Olsson, più un argento nel K4 500m. A Barcellona 1992 conquistò un altro argento nel K2 500m e un bronzo nel K4 . Infine ad Atlanta 1996 fu nuovamente campionessa olimpica nel K2 vinse il bronzo nel K4. Nelle ultime due edizioni olimpiche gareggiò nel K2 insieme a Susanne Gunnarsson.
Nel 1996 ottenne la Medaglia d'oro dello Svenska Dagbladet, l'ambito riconoscimento per gli sportivi svedesi.
Agneta Andersson è morta nel 2023 a causa di un cancro.

## Palmarès
- Olimpiadi

Los Angeles 1984: oro nel K1 500m e K2 500m e argento nel K4 500m.
Barcellona 1992: argento nel K2 500m e bronzo nel K4 500m.
Atlanta 1996: oro nel K2 500m e bronzo nel K4 500m.
- Mondiali

1981 - Nottingham: argento nel K2 500m, bronzo nel K1 500m e K4 500m.
1982 - Belgrado: argento nel K1 500m e bronzo nel K2 500m.
1983 - Tampere: bronzo nel K2 500m.
1985 - Mechelen: bronzo nel K1 500m.
1987 - Duisburg: bronzo nel K1 500m.
1991 - Parigi: bronzo nel K2 500m.
1993 - Copenaghen: oro nel K2 500m e argento nel K4 500m.